# Parco statale Baxter
Il parco statale Baxter è un parco statale situato nel Maine centro-settentrionale, nella contea di Piscataquis. Il parco, di 828,53 km², protegge tra l'altro il monte Katahdin, una delle cime più alte del settore orientale del continente. È inoltre il capolinea settentrionale del sentiero degli Appalachi. Porta il nome del suo patrono Percival P. Baxter (1876-1969), governatore del Maine dal 1921 al 1925, che acquisì a titolo personale le terre del parco per donarle allo Stato tra il 1931 e il 1962. Diversamente da altri parchi statali del Maine, è gestito da una propria agenzia, la Baxter State Park Authority. Riceve circa 60.000 visitatori all'anno.

## Geografia
Il parco Baxter occupa una superficie di 828,53 km² situati nel territorio non organizzato di Piscataquis nord-orientale, a sua volta situato nella contea di Piscataquis, fatta eccezione per una piccola sezione nel nord-est situata nel territorio non organizzato del Penobscot settentrionale, nella contea di Penobscot.

## Morfologia

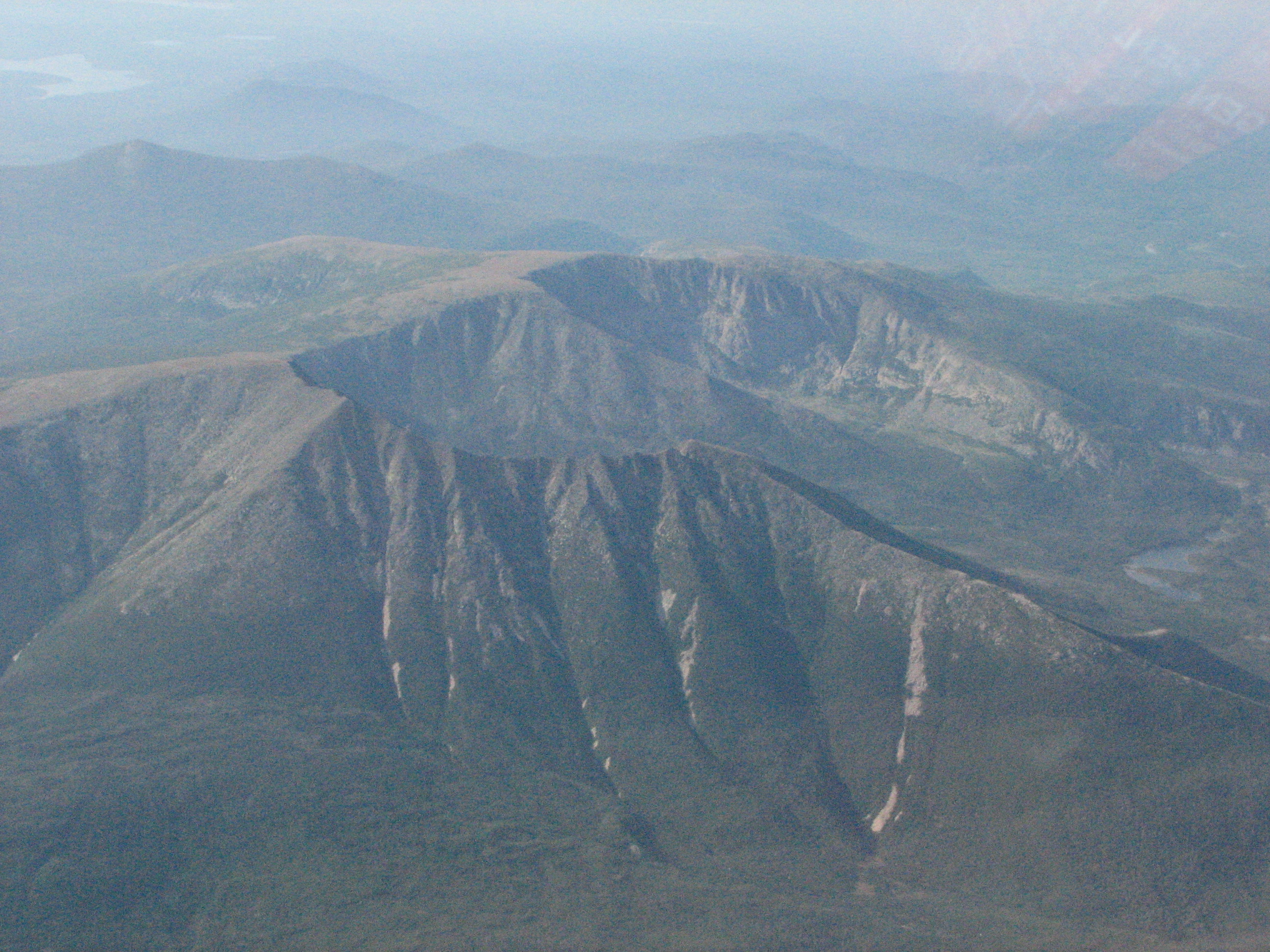
Veduta aerea del monte Katahdin.

Il rilievo del parco è dominato da un massiccio a sud e da una catena di monti a nord. Nel settore centro-meridionale sorge il massiccio del monte Katahdin la cui sommità, il picco Baxter, culminante a 1606 m, è il punto più elevato dello Stato del Maine. Più a nord si estende la piccola catena Traveler Range la cui sommità, The Traveler, culmina a 1079 m. Il resto del parco è una pianura dall'altitudine variabile tra i 180 e i 300 m.

## Fauna
Gli ungulati che frequentano il parco sono l'alce (Alces alces) e il cervo della Virginia (Odocoileus virginianus). Tra i carnivori presenti a Baxter figurano l'orso nero (Ursus americanus), la lontra di fiume (Lontra canadensis), il visone americano (Neovison vison), la martora americana (Martes americana), il pekan (Martes pennanti), la donnola (Mustela sp.), il coyote (Canis latrans), la lince rossa (Lynx rufus) e il procione (Procyon lotor). Tra i piccoli mammiferi troviamo il castoro del Canada (Castor canadensis), il ratto muschiato (Ondatra zibethicus), la marmotta (Marmota monax), la lepre americana (Lepus americanus), lo scoiattolo grigio (Sciurus carolinensis), lo scoiattolo rosso (Tamiasciurus hudsonicus), il tamia striato (Tamias striatus), lo scoiattolo volante (Glaucomys sp.), il topo, l'arvicola e l'arvicola-lemming (Synaptomys sp.).